# Double Assassinat dans la rue Morgue (film, 1932)
 (septembre 2021).
Si vous disposez d'ouvrages ou d'articles de référence ou si vous connaissez des sites web de qualité traitant du thème abordé ici, merci de compléter l'article en donnant les références utiles à sa vérifiabilité et en les liant à la section « Notes et références ».
Pour plus de détails, voir Fiche technique et Distribution.
Double Assassinat dans la rue Morgue (titre original : Murders in the Rue Morgue) est un film américain réalisé par Robert Florey, librement adapté de la nouvelle éponyme d'Edgar Allan Poe et sorti en 1932.

## Synopsis
Pierre Dupin, jeune étudiant en médecine, apprend que, dans la même semaine, trois femmes ont été retrouvées dans la Seine. Toutes semblent s'être suicidées. En examinant les corps, il remarque des petites entailles sur le bras des victimes et découvre finalement que la série de crimes est perpétrée par le Dr Mirakle, un savant cherchant à démontrer le lien de parenté entre l'homme et le singe.

## Fiche technique
- Titre original : Murders in the Rue Morgue
- Titre français : Double Assassinat dans la rue Morgue
- Réalisation : Robert Florey
- Adaptation : Robert Florey, d'après la nouvelle d'Edgar Poe
- Scénario : Tom Reed et Dale Van Every
- Dialogues additionnels : John Huston
- Photographie : Karl Freund
- Montage : Milton Carruth
- Son : C. Roy Hunter
- Direction artistique : Charles D. Hall
- Producteur : Carl Laemmle Jr., E.M. Asher (producteur associé)
- Société de production : Universal Pictures
- Sociétés de distribution : Universal Pictures, Film Classics
- Pays de production :  États-Unis
- Tournage : du 19 octobre 1931 au 13 novembre 1931, puis du 10 au 19 décembre 1931
- Format : Noir et blanc — 35 mm — 1,37:1 — Son : Mono (Western Electric Noiseless Recording Sound System)
- Genre : Film dramatique, Film policier, Film fantastique
- Durée : 72 minutes
- Dates de sortie : 
  - États-Unis : 21 février 1932
  - France : 8 avril 1932
  - Espagne : 11 avril 1932 (Madrid)

## Distribution
- Sidney Fox : Camille L'Espanaye
- Betty Ross Clarke : Mme L'Espanaye
- Bela Lugosi : Dr Mirakle
- Leon Ames : Pierre Dupin

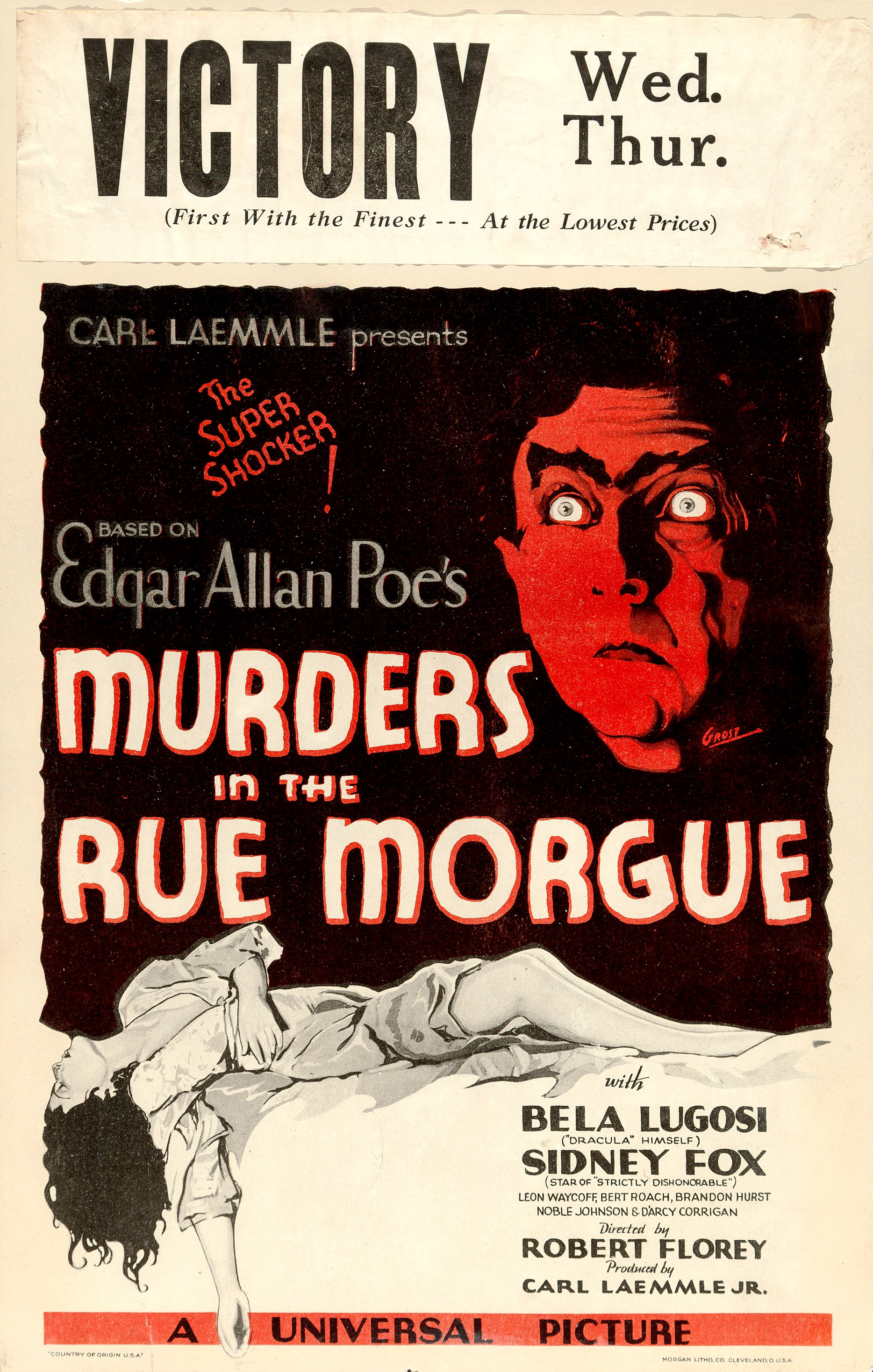
Affiche pour le film.

- Brandon Hurst : le commissaire de police
- Bert Roach :  Paul
- Arlene Francis : la femme des rues
- Noble Johnson : Janos

Et, parmi les acteurs non crédités :
- Iron Eyes Cody : un indien au spectacle
- Charles Gemora : Erik, le gorille
- Harry Holman : Victor Dupont, le propriétaire
- Tempe Pigott : la vieille femme
- Michael Visaroff : l'aboyeur de la baraque aux miracles

## Production
Le film devait être réalisé par George Melford (réalisateur de Drácula, la version espagnole de Dracula de Tod Browning) mais Robert Florey ayant été remercié du tournage de Frankenstein reçut en compensation la réalisation de ce film.

## Autour du film
- La rue Morgue à Paris n'existe pas. Elle a été inventée par Edgar Allan Poe pour les besoins de sa nouvelle.